# Goring Heath
 (septembre 2023).
Goring Heath est une paroisse civile et un hameau de l'Oxfordshire, en Angleterre.